# Hanna Polak

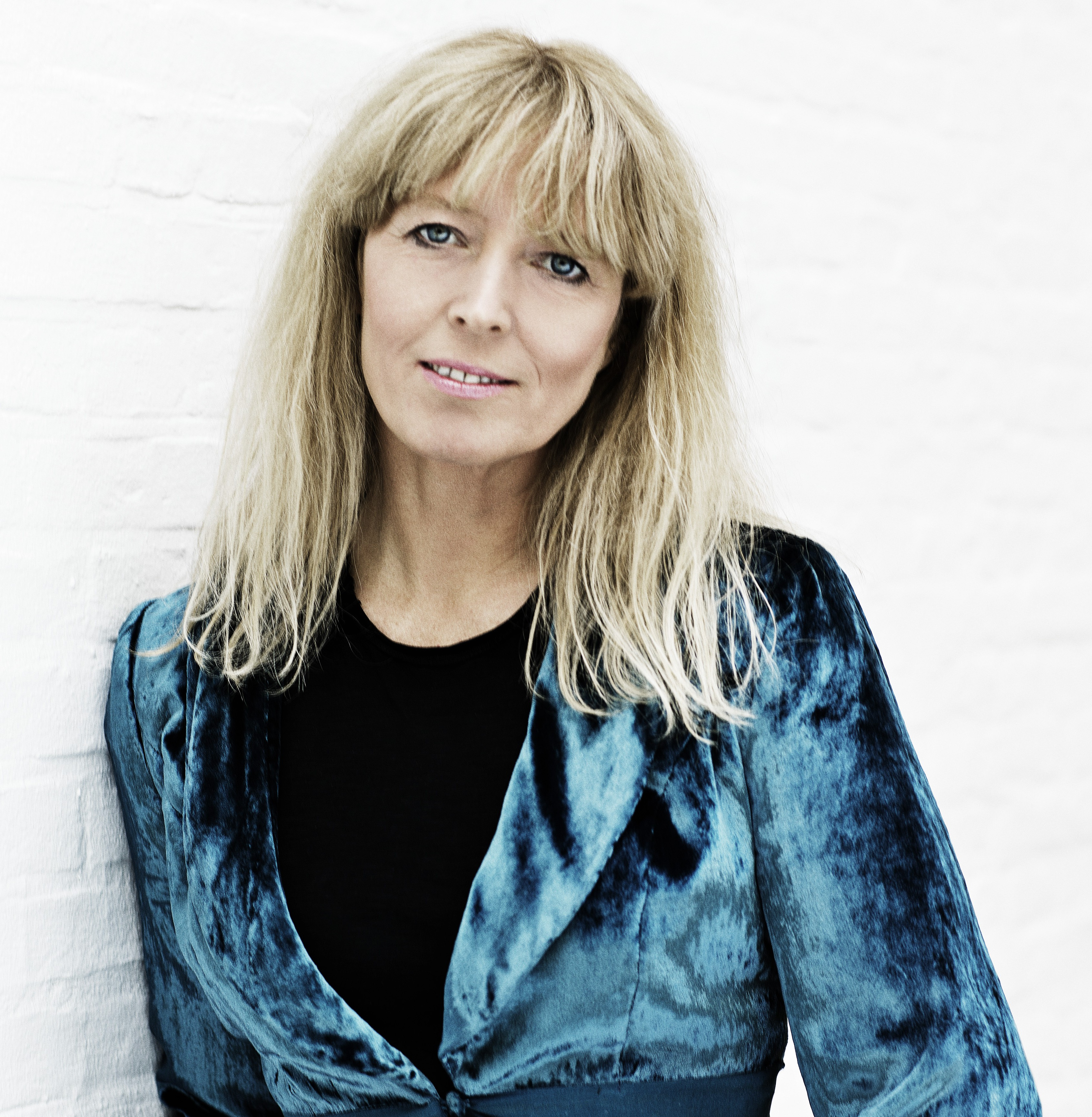
Hanna Polak 2014

Hanna Polak (* 1967 in Katowice) ist eine polnische Regisseurin, Kamerafrau und Filmproduzentin.

## Leben
Hanna Polak wurde in Katowice geboren. Von 1987 bis 1988 arbeitete sie als Theaterschauspielerin in Chorzów. Anschließend studierte sie Schauspielkunst und Theater an den Schauspielschulen von Breslau und Warschau. Nachdem sie bei einem Examen durchfiel, reiste sie durch Europa. Ihren Master machte sie schließlich am Gerassimow-Institut für Kinematographie (WGIK) in Moskau.
2004 erschien ihr Dokumentarfilm The Children of Leningradsky, für den sie im Jahr 2005 für einen Oscar als „Bester Dokumentar-Kurzfilm“ nominiert war. Sie unterlag jedoch Mighty Times: The Children’s March. Es folgten weitere Dokumentarfilme.
2014 erschien Yulas Welt, der von der Jury des International Documentary Film Festival Amsterdam ausgezeichnet wurde.

## Filmografie
- 2003: Railway Station Ballad (Kamera, Produktion)
- 2004: Al Tribute to Albert Maysles (Regie, Kamera, Produktion)
- 2005: The Children of Leningradsky  (Regie, Kamera, Produktion)
- 2007: Kamienna Cisza (Kamera)
- 2010: Faces of Homelessness (Regie, Kamera)
- 2010: Warsaw Battle 1920 in 3D (Regie, Kamera)
- 2010: The Officer’s Wife (Kamera)
- 2012: Love and Rubbish  (Regie, Drehbuch)
- 2014: Yulas Welt (Something Better to Come) (Drehbuch, Regie, Kamera)